# Ян Германек
Ян Германек (чеськ. Jan Heřmánek; 28 травня 1907, Середньочеський край — 13 травня 1978, Прага) — чехословацький боксер, призер Олімпійських ігор.

## Виступ на Олімпіаді 1928
- В 1/8 фіналу переміг Георга Піксіуса (Люксембург)
- У чвертьфіналі переміг Гаррі Гендерсона (США)
- У півфіналі переміг Фреда Мелліна (Велика Британія)
- У фіналі програв П'єро Тоскані (Італія)

## Професіональна кар'єра
Протягом 1930—1932 років провів п'ять боїв, в яких здобув дві перемоги і зазнав двох поразок за однієї нічиєї.